# Trichardis afanasieve
Trichardis afanasieve är en tvåvingeart som beskrevs av Pavel Lehr 1964. Trichardis afanasieve ingår i släktet Trichardis och familjen rovflugor. Inga underarter finns listade i Catalogue of Life.